# حدو جدور
حدو جدور (1949 - 11 سبتمبر 2022)، هو عداء مغربي، شارك في الألعاب الأولمبية الصيفية 1968 والألعاب الأولمبية الصيفية 1972.

## حياته
ولد سنة 1949 بمدينة الخميسات، والتحق بصفوف نادي الجيش الملكي لألعاب القوى سنة 1966 حيث تخصص في المسافات المتوسطة، قبل أن يختتم مساره الرياضي بالمشاركة في مسابقات العدو الريفي.
شارك حدو جدور في دورة الألعاب الأولمبية لسنة 1968 بالمكسيك حيث بلغ نصف نهاية سباق 1500م، ثم في سباق 5000م لدورة الألعاب الأولمبية الصيفية لسنة 1972 في مدينة ميونخ الألمانية، إلى جانب الأبطال والبطلات المغاربة كلحسن عقا صمصم وعمر غزلات وفاطمة الفقير ومليكة حدقي. كما فاز الفقيد، بالميدالية البرونزية لسباق 5000م في دورة ألعاب البحر الأبيض المتوسط سنة 1971 في مدينة أزمير بتركيا، ثم الميدالية الفضية للمسافة ذاتها في دورة البحر الأبيض المتوسط لسنة 1975 بالجزائر.وشارك أيضا في البطولة العالمية العسكرية التي نظمها المجلس الدولي للرياضة العسكرية، وذلك سنوات 1971 بإيطاليا و1972 بتونس و1975 بالجزائر. وفاز العداء المغربي بالميدالية البرونزية لسباق 5000م في البطولة المغاربية لألعاب القوى بمدينة الدار البيضاء سنة 1971.

## وفاته
توفي مساء الأحد 11 سبتمبر 2022 بمدينة سلا، عن عمر ناهز 73 سنة، بعد معاناة مع المرض.

## الجوائز والميداليات
- الميدالية البرونزية لسباق 1500 متر في دورة ألعاب البحر الأبيض المتوسط 1971 في مدينة إزمير بتركيا.
- الميدالية البرونزية لسباق 1500 متر في البطولة المغاربية لألعاب القوى بمدينة الدار البيضاء سنة 1971.